# Spitzelaffäre Vogelsang
Die Spitzelaffäre Vogelsang war ein Skandal im Fürstentum Liechtenstein, welcher 1937 das kleine Land am Alpenrhein erschütterte. Auslöser waren Spitzel-Berichte und Denunziationen des Journalisten Carl von Vogelsang über Aktivitäten von Ludwig Hasler, dem Leiter des Liechtensteiner Steueramtes, aus dem Jahre 1934. Das Liechtensteiner Volksblatt veröffentlichte am 23. Januar 1937 diese Berichte und löste den Skandal aus. Carl von Vogelsang musste das Land verlassen und seine Partei, die Vaterländische Union (VU), kam durch diese Affäre in eine Glaubwürdigkeits-Krise.

## Vorgeschichte
Nach der Änderung der Liechtensteiner Verfassung 1918 waren in Liechtenstein Parteien zugelassen. Als erste Partei wurde die Christlich-soziale Volkspartei (kurz Volkspartei) gegründet. 1919 entstand auch die Fortschrittliche Bürgerpartei (FBP). Während die FBP ihren Rückhalt im Liechtensteiner Unterland hatte und eher österreichfreundliche Positionen vertrat, war die Volkspartei eher im Oberland präsent und war mehrheitlich pro Schweiz eingestellt. Bei den Wahlen von 1922 erhielt die Volkspartei eine Mehrheit der Stimmen und stellte die Regierung im Fürstentum. Mit der offiziellen Einführung des Schweizer Franken am 1. Januar 1924 war Liechtenstein durch den Zollvertrag eng an die Schweiz gebunden.
1928 änderten sich die Verhältnisse schlagartig. Aufgrund eines Betrugsskandals in der Liechtensteiner Sparkasse, in den führende Mitglieder der Volkspartei verwickelt waren, löste der Fürst von Liechtenstein den Landtag auf. Es kam zu Neuwahlen, die die FBP gewann. Der Landtag wählte Josef Hoop zum neuen Regierungschef. Die Volkspartei war nur noch mit vier von 15 Stimmen im Landtag vertreten. Nach der Machtergreifung Adolf Hitlers gründete der aus Deutschland stammende Journalist Carl von Vogelsang zusammen mit nationalsozialistischen Gesinnungsgenossen eine weitere Partei, den Liechtensteiner Heimatdienst (LHD). Die Partei gab eine gleichnamige Zeitung heraus. Vogelsang, welcher seit 1931 das Bürgerrecht der Gemeinde Schellenberg besass, wurde ihr Chefredakteur.
Vogelsang pflegte weiterhin enge Kontakte nach Deutschland, etwa zum Bludenzer Hermann Birkel, der im Friedrichshafener Fremdenverkehrsamt beschäftigt war. Über diesen meldete er Aktivitäten der Liechtensteiner Regierung und Hitler-kritischen deutschen Emigranten der Oberpolizeidirektion Friedrichshafen und der Grenzschutzabteilung in Lindau. Am 28. Oktober 1934 schrieb Vogelsang einen Bericht über ein anstehendes Treffen des Liechtensteiner Finanzbeamten Ludwig Hasler mit deutschen Investoren. Bei einem Treffen in Deutschland sollte eine grössere Menge Geld übergeben werden. Vogelsang erwähnte in den Schreiben auch die Kennzeichen der zwei beteiligten Liechtensteiner Fahrzeuge. Er forderte die deutschen Behörden in einem Bericht auf, den Finanzbeamten und seine Helfer an der Grenze zu verhaften.
Der Österreicher Hermann Birkel, der die Schreiben erhielt, um sie an die Polizei in Friedrichshafen weiterzuleiten, hatte jedoch inzwischen seine Arbeit bei der Friedrichshafener Stadtverwaltung verloren und bereitete seine Rückkehr nach Bludenz vor. Er steckte die Briefe in seine Tasche und sie gerieten in Vergessenheit. Es erfolgte keine Verhaftung von Ludwig Hasler. Der geplante Skandal, der die FBP-Regierung in Bedrängnis bringen sollte, blieb aus. Birkel fand in den folgenden Jahren keine feste Anstellung mehr. Er verdiente sein Geld durch Dia-Vorträge und als Bergführer. Im November 1936 wurde er von Josef Hoop zu einer Reihe von Dia-Vorträgen an Liechtensteiner Schulen eingeladen. Bei einem Treffen mit Hoop übergab er die Briefe an den Regierungschef.
Inzwischen fusionierten die Volkspartei und der LHD zur Vaterländischen Union. Obwohl Vogelsang wegen seiner antisemitischen Artikel nicht bei allen Mitgliedern der Volkspartei Zustimmung fand, übernahm er die Schriftleitung der Zeitung der neuen Partei Liechtensteiner Vaterland. Unter den zirka 100 Juden in Liechtenstein befand sich ein ehemaliger Bankdirektor aus dem Saarland, Sally Isenberg. Er strebte einen Prozess wegen Verleumdung gegen Vogelsang an. Das Liechtensteiner Vaterland hatte Artikel des Nürnberger Blattes Der Stürmer übernommen und anscheinend auch Artikel an diesen geliefert. Im Stürmer wurde Isenberg als Betrüger aus dem Saarlande dargestellt.

## Skandal
Morgens am 23. Januar 1937 veröffentlichten Regierungschef Hoop und die FBP in einer kostenlosen Sonderausgabe ihrer landesweit verteilten Zeitung Liechtensteiner Volksblatt Faksimiles der Briefe unter dem Namen Sally Isenbergs. Für den gleichen Tag ordnete der Regierungschef als Chef der Polizei Hausdurchsuchungen bei Vogelsang und in den Räumen des Liechtensteiner Vaterland an. Vogelsang bestritt die Vorwürfe und beschuldigte John Büchel, den ehemaligen Sekretär der LHD, die Briefe verfasst zu haben. Nach Untersuchungen stellte sich heraus, dass diese auf der Schreibmaschine der Partei LHD geschrieben worden waren. Bei einer Durchsuchung von Büchels Wohnung wurde nichts gefunden. Vogelsang, Alois Vogt, Alois Ritter und Otto Schaedler von der VU verfassten noch während der Hausdurchsuchungen ein Protestschreiben, in dem sie bekanntgaben, dass sie unschuldig seien und das Volksblatt wegen Verleumdung anzeigen würden. Sie erklärten sich jederzeit bereit für eine Befragung durch die Polizei. Aufgrund dieser Aussage unterblieb eine Verhaftung von Vogelsang. Am Nachmittag traf sich Hoop mit der Spitze der VU. Die Polizei hatte herausgefunden, dass einige der Briefe eindeutig von Vogelsang stammten. Daraufhin liessen sie diesen fallen und beschuldigten ihn, im Alleingang ohne das Wissen des LHD gehandelt zu haben.
Vogelsang war nicht bei der Sitzung anwesend, er war nach Deutschland geflohen. Diese Flucht wurde nach den Hausdurchsuchungen von der Führung der VU organisiert. Vogelsang war untragbar geworden, da die Zukunft der Partei auf dem Spiel stand. Ihm drohte eine Anklage wegen Hochverrat. Schaedler brachte Vogelsang mit seinem Auto über den Rhein ins Schweizer Haag in Sicherheit. An der Flucht war auch Alois Ritter beteiligt.
In den folgenden Tagen veröffentlichte das Volksblatt weiteres belastendes Material unter dem Namen Sally Isenbergs. Am 31. Januar beteuerte die LHD-Führung in einem ausserordentlichen Parteitag in Vaduz ihre Unschuld, man habe erst durch die Zeitungsberichte über Vogelsangs Spitzeltätigkeit erfahren. Die Partei stellte sich geschlossen hinter ihre Führung und behauptete, die Regierung wolle die Opposition mit einer schmutzigen Kampagne vernichten. Am 12. Februar behandelte der Landtag den Spitzelskandal. In der Sitzung kam auch heraus, dass die VU-Parteiführung Vogelsangs Flucht unterstützt hatte. Die Opposition im Landtag beschuldigte die Regierung, durch die Hausdurchsuchungen gegen die Verfassung verstossen zu haben. Hoop stellte die Vertrauensfrage. 11 der 15 Abgeordneten stimmten für die Regierung. Hoop brachte daraufhin das «Gesetz betreffend dem Schutz der Sicherheit des Landes und seiner Bewohner» ein. Im Volksmund wurde dieses Gesetz «Spitzelgesetz» genannt. Es wurde am 3. März einstimmig beschlossen. Verboten wurden Handlungen im Auftrag ausländischer Mächte, die Redefreiheit wurde eingeschränkt. Das Gesetz war eine fast gleichlautende Kopie eines Schweizer Gesetzes aus dem Vorjahr.
In den darauffolgenden Monaten setzten sich die Auseinandersetzungen zwischen Regierung und Opposition fort. Die Opposition warf Hoop vor, verfassungswidrig gehandelt zu haben, indem er die Hausdurchsuchungen im Alleingang ohne Genehmigung der restlichen Regierung veranlasst hatte. Hoop dachte an Rücktritt. Er wurde durch eine Unterschriftenaktion, welche 73 % der Stimmbürger unterzeichneten, als Regierungschef gestärkt. Auch Gutachter aus der Schweiz bestätigten, dass Hoop verfassungskonform gehandelt habe.

## Versöhnung
Erst als 1938 die neue Partei Volksdeutsche Bewegung in Liechtenstein (VDBL) nach dem Anschluss Österreichs an das Deutsche Reich gegründet wurde, versöhnten sich Regierung und Opposition. Die VDBL forderte einen Anschluss Liechtensteins an das Grossdeutsche Reich. Das ging der Partei VU deutlich zu weit. Mitglieder der VU hegten zwar Sympathien für Adolf Hitler und forderten weitreichende wirtschaftliche Beziehungen zu Deutschland, aber ein Anschluss kam für sie nicht in Frage. Sie bildeten eine Koalitionsregierung unter der Führung von Hoop, um die Volksdeutschen zu bekämpfen.